# Muzeul Memorial Aurel Lazăr
Muzeul Memorial Aurel Lazăr se află în Oradea și este subordonat Muzeului Țării Crișurilor.
Clădirea a fost ridicată la sfârșitul veacului al XIX-lea. Cu un singur nivel, ridicat pe un singur demisol înalt, spațioasă, cu mai multe încăperi ce dau cu ferestrele spre stradă și spre curte, este tipul de clădire orădeană zidită de oameni cu stare. A fost restaurată în repetate rânduri, ultima oară între cele două războaie mondiale. Este clasată ca monument istoric, cod LMI BH-IV-m-B-01253.
Ziua de 12 octombrie 1918 reprezintă pentru casa dr. Aurel Lazăr de pe strada Nagy Sandor intrarea în istorie. Încă din ziua precedentă au început să sosească aici persoane necunoscute orădenilor, care erau însă de mare prestanță politică între români, pentru a semna Declarația de independență națională a românilor din Transilvania, Banat, Crișana și Maramureș.
La zece ani de la aniversare, pe masa de birou pe care s-a semnat declarația de la Oradea s-a pus o mică placă comemorativă. La 1 decembrie 1934 o placă de marmură albă s-a fixat și pe fațada casei, din inițiativa Casei Naționale a județului Bihor. Ea a fost dată jos în septembrie 1940 iar autoritățile comuniste abia în 1973 au acceptat să se pună în locul ei alta. După cel de-al doilea război mondial casa a fost naționalizată și  în ea a funcționat creșa de cartier nr.3 până în 1990 când ea a devenit sediul organizației județene a „Partidului Național Țărănesc Creștin și Democrat”.
Muzeul memorial a fost inaugurat la 1 decembrie 2008 în casa care a aparținut avocatului dr. Aurel Lazăr și reconstituie ambientul în care a locuit familia lui Aurel Lazăr în prima jumătate a secolului al XX-lea.
La 12 octombrie 1918 în această casă a fost redactată Declarația de independență națională a românilor din Transilvania, Banat, Crișana și Maramureș.
Muzeul Memorial Aurel Lazăr dispune și de o sală de expoziții temporare, unde expun și tinerii artiști ai Facultății de Arte Vizuale, în cadrul manifestărilor organizate cu ocazia "Zilelor Muzeului Țării Crișurilor".